# Dipseudopsis infuscata
Dipseudopsis infuscata is een schietmot uit de familie Dipseudopsidae. De soort komt voor in het Oriëntaals en Australaziatisch gebied.